# Lavengatonga
Lavengatonga es una localidad del distrito de Tatakamotonga, en Tonga. Tiene una población de 360 habitantes en 2021.